# Janneke Wesseling
Jannetje Catharina (Janneke) Wesseling (Emmen, 12 juli 1955) is een Nederlands kunsthistoricus en sinds 2016 gewoon hoogleraar kunstgeschiedenis aan de Academie der Kunsten in de Faculteit Geesteswetenschappen van de Universiteit Leiden. Haar leeropdracht is Praktijk en Theorie van het Onderzoek in de Beeldende Kunsten. Verder is ze directeur van PhDArts, een internationaal programma voor promotie-onderzoek aan de Universiteit Leiden en lector Kunst Theorie & Praktijk aan de Hogeschool der Kunsten Den Haag. Al eerder was ze kunstcriticus en publicist in onder meer NRC Handelsblad sinds 1982.

## Publicaties
Onder meer:
- 1982 - heden: vele kunstkritieken in NRC Handelsblad
- 1989 met Henk Peeters: Alles was mooi: een geschiedenis van de Nul-beweging, Amsterdam: Meulenhoff/Landshoff
- 1990: Schoonhoven, beeldend kunstenaar, Den Haag/Amsterdam: SDU publishers/Openbaar Kunstbezit
- 2003 met John Stoel, Stichting Het Depot, Wageningen: Lia van Vugt, Zwolle: Waanders
- 2004: Het museum dat niet bestond, Amsterdam: De Bezige Bij
- 2011: See it Again, Say it Again. The Artist as Researcher, Janneke Wesseling, ed., Amsterdam: Valiz
- 2013: De volmaakte beschouwer: de ervaring van het kunstwerk en de actualiteit van de receptie-esthetica, proefschrift Leiden
- 2014: De Volmaakte beschouwer. De ervaring van het kunstwerk en receptie-esthetica (e-book), Amsterdam: Valiz
- 2016: Why Write? On Writing as Art Practice. In H. Borgdorff en A. Lewin (eds.), SAR International Conference Catalogue: Writing, Society for Artistic Research/University of the Arts, Amsterdam/The Hague
- 2016: Of Sponge, Stone and the Intertwinement with the Here and Now - A Methodology of Artistic Research, oratie Leiden
- 2017: The Perfect Spectator. The experience of the art work and reception-aesthetics, Amsterdam: Valiz
- 2018: Artists and Academia. Subjectivity in practice-based artistic research conference, University of the Basque Country, Bilbao, Spain

- Bibsys: 2019643
- Bibliothèque nationale de France: cb133287231 (data)
- Digitale Bibliotheek voor de Nederlandse Letteren: wess045
- Gemeinsame Normdatei: 129979511
- International Standard Name Identifier: 0000 0000 5194 570X
- Library of Congress Control Number: nr92002514
- Nederlandse Thesaurus van Auteursnamen: 072913738
- RKD-Nederlands Instituut voor Kunstgeschiedenis: 339547
- Système universitaire de documentation: 079057616
- Virtual International Authority File: 71537402
- WorldCat: E39PBJrrwJJpfbyXtpvyW8RMyd